# 폰티네 제도

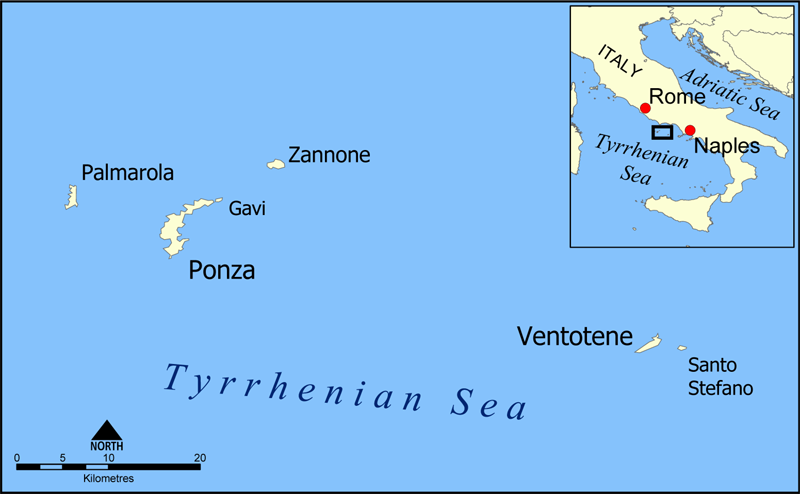
폰차 제도.

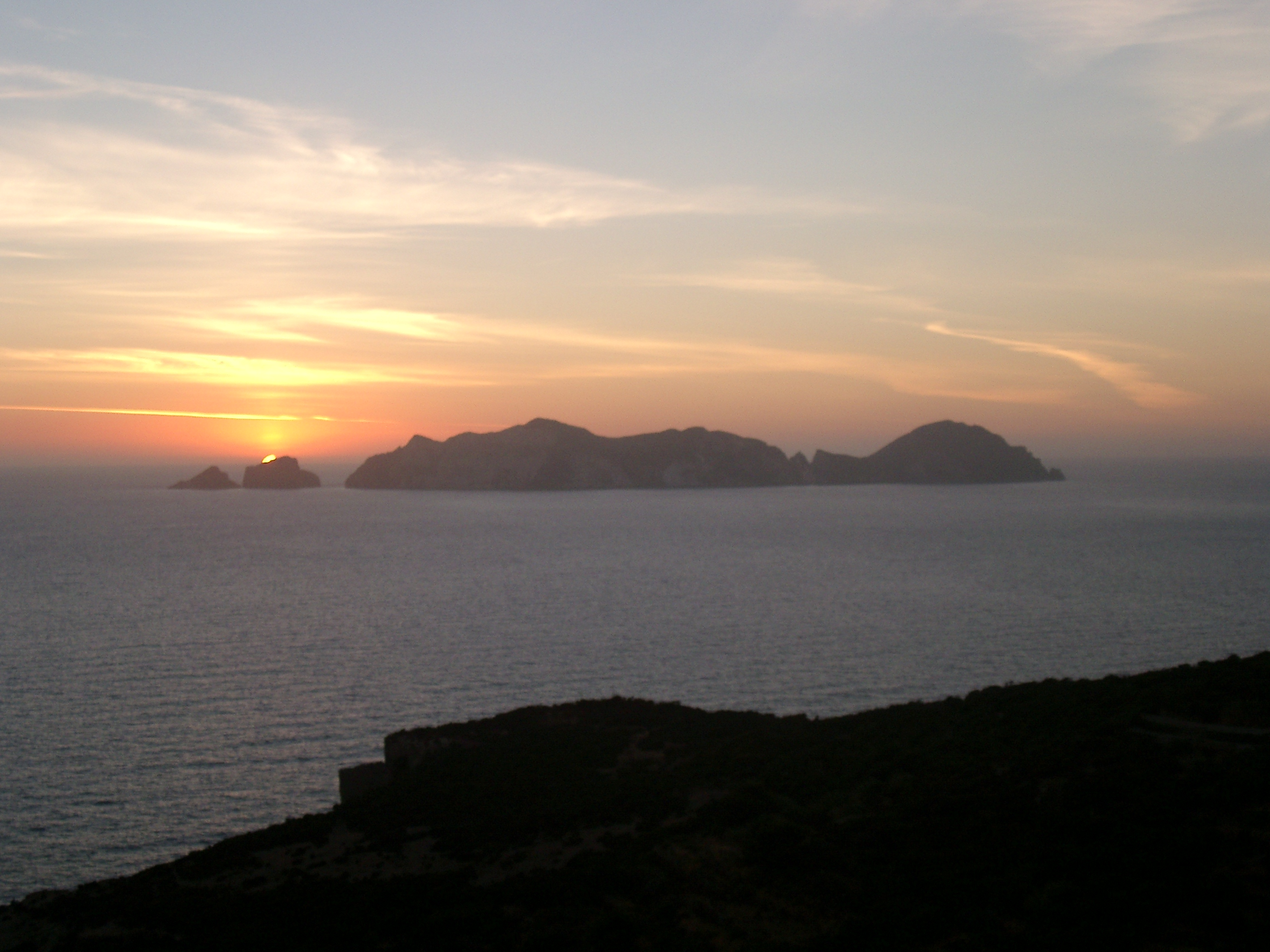
팔마롤라.

폰차 제도(/ˈpɒntaɪn/, 또한 US: /ˈpɒntiːn/; 이탈리아어: Isole Ponziane it)는 이탈리아 라치오주 해안의 티레니아해에 있는 군도이다. 이 섬들은 그룹에서 가장 큰 섬인 폰차섬의 이름을 따서 명명되었다. 군도의 다른 섬들은 북서쪽의 팔마롤라섬, 잔노네섬, 가비섬과 남동쪽의 벤토테네섬, 산토 스테파노섬이다. 이 두 그룹은 22 해리 (41 km)로 분리되어 있다. 사바우디아-치르체오 곶 반도에서 잔노네까지의 거리는 12 해리 (22 km)이며, 벤토테네는 가에타를 마주하고 있다(21마일). 산토 스테파노와 이스키아섬 사이의 최소 거리는 22 해리 (41 km)이다.
고대에는 폰티아이(Πόντιαι)라고 불렸다.
이 군도는 화산섬이며 수천 년 동안 사람이 거주해 왔다. 신석기 시대 유물과 청동기 시대 흑요석이 섬에서 발굴되었다. 이 섬들은 "푸른 석굴"을 조각한 에트루리아인이 사용했다. 이 섬의 가장 초기에 기록된 역사는 기원전 338년 로마 공화국이 볼스키족에게 승리하면서 시작된다. 지역 전설에 따르면 이곳은 한때 이탈리아 본토와 좁은 띠로 연결되어 가라앉은 잃어버린 티레니아 왕국이었다.
아우구스투스 통치 기간 동안 섬에서의 주거 확장이 장려되었고 사람들은 폰차에서 벤토테네로 퍼져나갔다. 로마는 이 두 섬을 휴양지이자 정치적으로 문제를 일으키는 시민들을 유배시키는 장소로 사용했다. 약 2천 년 후 이 섬들은 이탈리아 파시즘 정권에 의해 같은 이유로 사용되었다. 미래의 로마 황제 네로의 어머니인 소 아그리피나는 39년에 그녀의 오빠이자 당시 로마 황제였던 칼리굴라에 의해 폰차 제도로 유배되었으나, 그녀의 삼촌인 클라우디우스 황제가 즉위하면서 유배가 해제되었다. 폐위된 교황 실베리오는 537년 사망 직전에 그곳으로 유배되었다.
폰차 제도는 사라센과 해적의 습격 이후 중세 동안 버려졌다. 18세기 동안 나폴리 왕국은 이 섬들을 재식민화했고, 나중에 이탈리아 왕국의 일부가 되었다.
폰차와 벤토테네는 사람이 거주하지만 작은 섬들은 그렇지 않으며, 2009년 현재 군도 전체 인구는 4,066명이다. 벤토테네와 산토 스테파노는 이탈리아 국가가 감독하는 육상 및 해상 보존 구역이다.
현재, 작은 포도원, 야생 허브와 꽃, 한적한 해변과 석굴은 이들을 인기 있는 관광지로 만들고 있다.

## 같이 보기
- 이탈리아의 섬 목록